# خطأ مطبعي

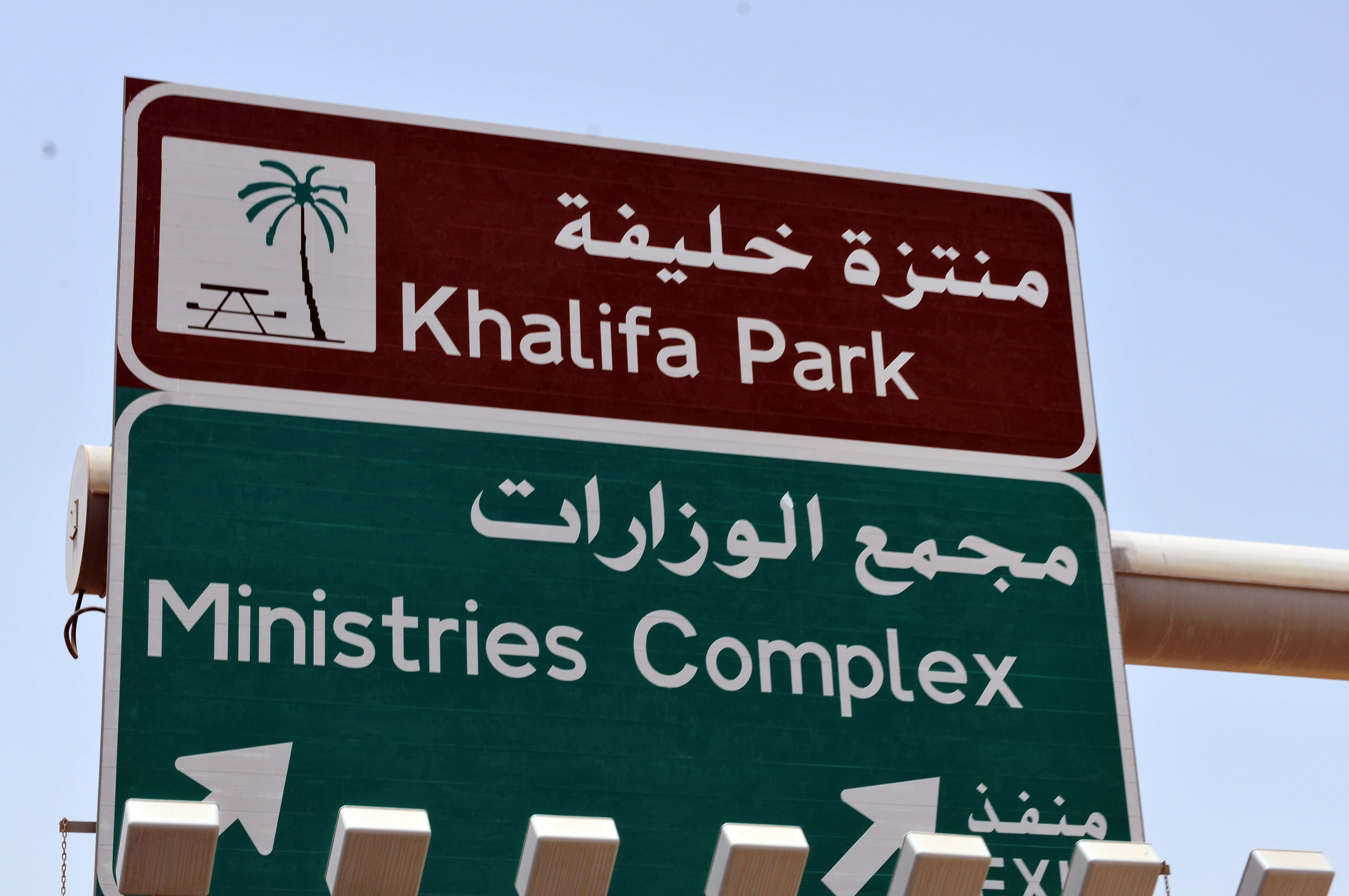
كلمة منتزه مكتوبة بتاء مربوطة بدل الهاء في مدينة أبو ظبي

خطأ مطبعي هو الخطأ الذي ينتج عن الطبع وعادة يكون باستبدال حرف مكان آخر عند طباعة الحروف. تشمل الأخطاء الأعطال الميكانيكية أو زلات اليد أو الإصبع، ولكن تُستثنى الأخطاء من جهل الكاتب مثل الأخطاء الإملائية.